# 김옥천
김옥천(金玉川, 1940년 6월 8일~1997년 12월 12일)은 대한민국의 정치인이다. 제14대 국회의원을 지냈다. 본관은 광산이며, 전라남도 광주 출생이다.

## 경력
- 육군 중위 예편(ROTC 1기)
- 대한건설(주)대표이사
- (주)무등산온천관광호텔 대표이사
- 전남탁구연맹회장
- 전남건설협회 및 공제조합 간사
- 광산 김씨 중앙종친회 부회장
- 한국천주교실업인회부회장
- 전남대ㆍ동성중ㆍ광주상고총동창회장
- 민주당원내부총무
- 국회예결ㆍ건설교통위간사

## 학력
- 광주상업고등학교 졸업
- 전남대학교 행정학과 학사
- 육군보병학교 졸업
- 육군포병학교 졸업
- 전남대학교 행정대학원 행정학 석사

## 역대 선거 결과
|  | 21.6% |

|  | 29.2% |